# La Famille des Pitite-Caille
La Famille des Pitite-Caille est un roman de Justin Lhérisson, publié en 1905, chez l'Imprimerie Auguste A. Héraux, à Port-au-Prince. Cette oeuvre, une classique de la littérature haïtienne, est considérée comme étant la première lodyans transmise à l’écrit sous forme de roman. 

## Résumé
Ce roman se veut une oeuvre satirique. En effet, à travers cette oeuvre, Justin Lhérisson propose une critique de la politique haïtienne en oeuvre à cette époque et une réflexion sur des moeurs haïtiennes, comme le phénomène du plaçage. 

En voici un résumé de Les Libraires : 
Éliezer Pitite-Caille est le « héros » de cette audience. Le mari de Velléda, la tireuse de cartes, est un homme d’affaire madré qui paiera au prix fort ses ambitions politiques. À sa mort, ses deux enfants dilapideront l’héritage familial et Velléda sera contrainte de devenir une des maîtresses du Général Pheuil Lamboy.
Le succès du roman tient tout autant à la description comique des mœurs politiques haïtiennes qu’à l’habileté linguistique de l’auteur. Ce dernier passe avec le plus grand naturel du français au créole, mélangeant les deux langues, les incorporant l’un à l’autre . Et c’est dans la bouche de l’agent électoral Boutenègre que ce créole francisé — ou ce français créolisé — prend toute sa saveur.

## Sources
1. ↑  « La Famille des Pitite-Caille, Justin Lhérisson », sur www.ychemla.net (consulté le 19 août 2025)
2. 1 2  « Portraits satiriques et politiques d’Haïti à travers « La famille des Pitite-Caille » », sur lenouvelliste.com (consulté le 19 août 2025)
3. ↑  « La Famille des Pitite-Caille de Justin Lhérisson | | leslibraires.ca | Acheter des livres papier et numériques en ligne », sur leslibraires.ca (consulté le 19 août 2025)